# Tour de Marie-Galante
Le Tour de Marie-Galante est une course cycliste par étapes disputée sur l'île de Marie-Galante, en Guadeloupe. Créée en 1975, cette épreuve attire généralement les meilleurs cyclistes d'outre-mer. Elle est organisée par l'Union Vélocipédique Marie-Galante entre le Tour de Martinique et le Tour de Guadeloupe. 

## Histoire
En 2016, Cédric Locatin devient le plus jeune cycliste à inscrire au nom au palmarès de l'épreuve, à vingt ans.
En 2018, la course accueille une quinzaine de clubs, parmi lesquels sept équipes martiniquaises et deux en provenance de la Guyane. Elle se compose de cinq étapes, dont deux demi-tronçons. Cette 42e édition est remportée, et ce pour la troisième fois, par Boris Carène. Il est accompagné sur le podium final par son coéquipier Edwin Sánchez et Kéran Barolin (UV Nord).
L'édition 2020 est annulée en raison de la pandémie de Covid-19.

## Palmarès
| Année     | Vainqueur           | Deuxième             | Troisième          |             |
| --------- | ------------------- | -------------------- | ------------------ | ----------- |
| 1975      | Rémilien Bédart     |                      |                    |             |
| 1976      | Humbert Aristée     |                      |                    |             |
| 1977      | Claire Valentin     |                      |                    |             |
| 1978      | Maurice Amos        |                      |                    |             |
| 1979      | Hugues Jacoby-Koaly |                      |                    |             |
| 1980      | Irmin Abarre        |                      |                    |             |
| 1981      | Richard Métony      |                      |                    |             |
| 1982      | Christian Euphrasia |                      |                    |             |
| 1983      | Richard Métony      |                      |                    |             |
| 1984      | Pierre Cherod       |                      |                    |             |
| 1985      | Paulin Couchy       |                      |                    |             |
| 1986      | José Merlot         |                      |                    |             |
| 1987      | Hyppolite Brouta    |                      |                    |             |
| 1988      | Hyppolite Brouta    |                      |                    |             |
| 1989      | Jean-Luc Henry      |                      |                    |             |
| 1990      | Paulin Couchy       |                      |                    |             |
| 1991      | Jean-Luc Henry      |                      |                    |             |
| 1992      | Marty Jemison       |                      |                    |             |
| 1993      | Didier Ravillon     |                      |                    |             |
| 1994      | Didier Ravillon     |                      |                    |             |
| 1995      | Harry Longfort      |                      |                    |             |
| 1996      | Saulius Beneta      |                      |                    |             |
| 1997      | Xavier Décordé      |                      |                    |             |
| 1998      | Ruddy Décordé       |                      |                    |             |
| 1999      | Jacques Albina      |                      |                    |             |
| 2000      | interrompu          | interrompu           | interrompu         | interrompu  |
| 2001      | J.A. Cuasca         |                      |                    |             |
| 2002      | Jean-Michel Robert  |                      |                    |             |
| 2003      | Alexandre Lecocq    |                      |                    |             |
| 2004      | Flober Peña         | Thibault Humbert     | Daniel Bernal      |             |
| 2005      | Ismael Sánchez      | Daniel Bernal        | Louis Téplier      |             |
| 2006-2007 | non disputé         | non disputé          | non disputé        | non disputé |
| 2008      | Marc Savary         | Andrei Medianikov    | Giovanni Rousseau  |             |
| 2009      | Boris Carène        | Nicolas Dumont       | Frédéric Delalande |             |
| 2010      | Flober Peña         | Olivier Curier       | Benjamin Giraud    |             |
| 2011      | Freddy Vargas       | John Nava            | Olivier Curier     |             |
| 2012      | Nicolas Dumont      | Boris Carène         | Ludovic Turpin     |             |
| 2013      | Ludovic Turpin      | Grzegorz Kwiatkowski | Laury Laucinus     |             |
| 2014      | Louis Téplier       | Adam Pierzga         | Pedro Torres       |             |
| 2015      | Boris Carène        | Julián Cardona       | Kévin Francillette |             |
| 2016      | Cédric Locatin      | Daniel Bernal        | Braulio García     |             |
| 2017      | Freddy Vargas       | Collins Phaeton      | Romain Vinetot     |             |
| 2018      | Boris Carène        | Edwin Sánchez        | Kéran Barolin      |             |
| 2019      | Kéran Barolin       | Grzegorz Kwiatkowski | Gaëtan Bille       |             |
| 2020-2021 | non disputé         | non disputé          | non disputé        | non disputé |
| 2022      | Alexys Brunel       | Tom Donnenwirth      | Julien Chane Foc   |             |
| 2023      | Loïc Laviolette     | Alexandre Join       | Luis Sablon        |             |
| 2024      | Dilhan Will         | Meving Gène          | Damien Urcel       |             |
| 2025      | Benjamin Le Ny      | Damien Urcel         | Kendric Clavier    |             |